# Лингвистический атлас Европы
Лингвистический атлас Европы (ЛАЕ), международное название Atlas Linguarum Europae (ALE) — исследовательский проект, посвящённый картированию лексических и грамматических черт всех языков, распространённых в Европе. Атлас покрывает территорию 51 страны от Исландии до России (до Урала), лингвистические данные собираются для 2631 пункта. Исследование охватывает распространённые на данной территории языки индоевропейской, уральской, алтайской, баскской и семитской семей, а также кавказские языки, в общей сложности 22 языковые группы с 90 языками и диалектами. Это крупнейший международный исследовательский проект в истории лингвистической географии как по величине обследуемой территории, так и по количеству привлекаемых языков. 
В проекте участвуют 47 национальных (общегосударственных) комитетов, а также четыре комитета, специально созданных для языков меньшинств. Результатом проекта ЛАЕ является многотомное издание «Atlas Linguarum Europae», включающее обзорные выпуски и тома лингвогеографических карт. С 1975 по 2015 опубликовано введение, два тома вопросников, один обзорный том и девять выпусков с картами и комментариями к ним. До начала 1990-х гг. издание осуществлялось в Ассене, затем в Риме. Официальными языками проекта (на которых пишутся комментарии к картам) являются французский, английский и немецкий. Оба вопросника ЛАЕ в 1970-е гг. переведены на русский язык. Помимо этого, исследования по материалам Атласа публикуются в лингвистических журналах и сборниках.

## История проекта
Предложение о создании фундаментального лингвистического атласа Европы было высказано ещё в 1965 на Международном конгрессе по геолингвистике в Марбурге. Первоначально предполагалось, что в Атласе будут представлены фонетические соответствия между современными индоевропейскими языками, что также отображало бы историю индоевропейской семьи в Европе. Однако впоследствии было решено, что Атлас должен быть сугубо описательным и не опираться на реконструкцию праиндоевропейских фонем, и кроме того, было предложено включить в него все языки Европы, в том числе европейскую часть СССР.
Инициаторами создания Атласа были европейские языковеды А. Вейнен и М. Алинеи. Официально проект был запущен в 1970 под патронажем ЮНЕСКО. В 1976 проект был официально поддержан Королевской академией наук Нидерландов (её поддержка была прекращена с 1987). В 1970-е гг. было опубликовано введение, а также два вопросника к Атласу. Первый том с картами и комментариями к ним вышел в 1983. 
С 1992 секретариат ЛАЕ находился в г. Бамберг (Германия). В настоящее время секретариат находится в Бухаресте, при Институте языкознания Румынской академии наук.
В СССР группа «Лингвистический атлас Европы» создана в 1975 в составе Института русского языка АН. С 1988 по 2020 год группа входила в структуру Института языкознания РАН. В российскую комиссию ЛАЕ входило около 30 лингвистов из научных учреждений и университетов республик европейской части России. В составлении карт Атласа и комментариев к ним принимали участие Р.И. Аванесов, М.Е. Алексеев, В.Г. Гак, Н.З. Донадзе, А.В. Дыбо, В.В. Иванов, Г.А. Климов, А.О. Лешка (Васильева), Т.В. Невская, С.А. Старостин, Э.Р. Тенишев, Я.Г. Тестелец, М.Н. Толстая.

## Руководители проекта
- Антониус Вейнен: 1970—1986
- Марио Алинеи: 1986—1998
- Вольфганг Фирек: 1998—2005
- Николае Сараманду: 2005—

## Информация, отображаемая в ЛАЕ
В то время как классические лингвистические атласы отражают фонетические, грамматические и лексические черты родственных языков (диалектологические атласы — диалектов одного языка), Лингвистический атлас Европы представляет не только генетически родственные, но и неродственные или отдалённо родственные языки. Два вопросника ЛАЕ включают сотни вопросов по различным языковым явлениям, однако в настоящее время ведётся только картирование параметров по первому вопроснику.
Первый вопросник ЛАЕ целиком посвящён лексике и включает 546 пунктов, объединённый в три большие группы по тезаурусному принципу:
- Вселенная (небо и небесные тела; воды, моря и реки; растительность; животные и т.п.);
- Человек (тело и части тела; движения и действия; сельское хозяйство; жилище и т.п.);
- Человек и вселенная (количество; пространство; время).

Второй вопросник содержит три грамматических раздела (синтаксис, морфология, фонология) с вопросами анкетного типа по различным языковым явлениям, а также раздел «Лексикология», который предназначен для углублённого изучения четырёх семантических полей (термины родства, названия цветов спектра, система приветствий и названия домашнего скота). Последний раздел содержит также 277 дополнительных вопросов по ономасиологии, включение которых в программу исследования определяется национальными комиссиями на основе релевантности того или иного понятия в конкретном языке и культуре, и 18 вопросов по семасиологии, главным образом нацеленных на выявление корней (в т.ч. заимствованных), распространённых в большом числе языков Европы.
При подготовке выпусков Атласа, посвящённых лексике, используется три подхода:
- ономасиологический, т.е. исследование названий определенных объектов, отношений, действий и т.п.;
- семасиологический, т.е. исследование различных значений одной и той же формы;
- мотивационный, т.е. раскрытие внутренней формы номинации, лежащих в её основе семантических мотиваций.

Самой большой инновацией, введенной ЛАЕ в лингвогеографию, являются именно мотивационные карты. Установление мотивации позволяет игнорировать формальные различия между языками и концентрироваться на сходстве идеологических и  культурных представлений. В отличие от собственно лексических, мотивационные карты лучше показывают существование древних культурных связей в Европе и имеют важное значение для этнографических исследований. 

## Публикации

### Вопросник, введение и тома Атласа
- Atlas Linguarum Europae: Introduction (1975). Assen: Van Gorcum.
- Atlas Linguarum Europae: Premier Questionnaire (1976). Assen: Van Gorcum.
- Atlas Linguarum Europae: Second Questionnaire (1979). Assen: Van Gorcum.
- Atlas Linguarum Europae (1983). Volume I: Premier fascicule, Cartes et Commentaires. Assen: Van Gorcum.
- Atlas Linguarum Europae (1986). Volume I: Deuxième fascicule, Cartes et Commentaires. Assen: Van Gorcum.
- Atlas Linguarum Europae (1988). Volume I: Troisième fascicule, Cartes et Commentaires. Assen: Van Gorcum.
- Atlas Linguarum Europae (1990). Volume I: Quatrième fascicule, Cartes et Commentaires. Assen: Van Gorcum.
- Atlas Linguarum Europae (1997). Volume I: Cinquième fascicule, Cartes et Commentaires. Rome: Poligrafico.
- Atlas Linguarum Europae: Perspectives nouvelles en géolinguistique (1997). Rome: Poligrafico.
- Atlas Linguarum Europae (2002). Volume I: Sixième fascicule, Cartes et Commentaires. Rome: Poligrafico.
- Atlas Linguarum Europae (2007), volume I : Septième fascicule, Cartes et Commentaires. Roma: Poligrafico.
- Atlas Linguarum Europae (2014), volume I : Huitième fascicule, Commentaires. Bucarest: Editura Universităţii din Bucureşti.
- Atlas Linguarum Europae (2014), volume I : Huitième fascicule, Cartes Linguistiques Européennes. Bucarest: Editura Universităţii din Bucureşti.
- Atlas Linguarum Europae (2015), volume I : Neuvième fascicule, Commentaires. Bucarest: Editura Universităţii din Bucureşti.
- Atlas Linguarum Europae (2015), volume I : Neuvième fascicule, Cartes Linguistiques Européennes. Bucarest: Editura Universităţii din Bucureşti.

### Публикации на русском языке
- Первый вопросник Лингвистического атласа Европы. Ономасиология, основной словарный состав. М.: Наука, 1977.
- Второй вопросник Лингвистического атласа Европы. М.: Наука, 1981.
- Алинеи М. Лингвистический атлас Европы: первые двадцать два года // Вопросы языкознания. 1993. №3. С. 120—135.
- Брозович Д., Крейсен Ю., Тенишев Э. Р. Названия дуба в европейских диалектах (по материалам карты 53 «Дуб» ЛАЕ) // Общеславянский лингвистический атлас. Материалы и исследования. 1985—1987. М.: Наука, 1989. С. 85—102.
- Васильева А.О. Названия черники в языках Европы // Общеславянский лингвистический атлас. Материалы и исследования. 1985—1987. М.: Наука, 1989. С. 113—120.
- Гак В.Г., Донадзе Н.З. Названия зятя по материалам Лингвистического атласа Европы // Вопросы языкознания. 1998. №4. С. 143—150.
- Гак В.Г. Невестка (по материалам Atlas Linguarum Europae) // Общеславянский лингвистический атлас. Материалы и исследования. 1991—1993. М.: Наука, 1996.
- Гак В.Г. Сноха (по материалам Atlas Linguarum Europae) // Языковые преобразования. М.: Языки русской культуры, 1998. C. 720—730.
- Донадзе Н.З. Второй вопросник «Лингвистического атласа Европы»: История вопроса, состояние работы // Общеславянский лингвистический атлас. Материалы и исследования. 1991—1993. М.: Наука, 1996. С. 98—105.
- Донадзе Н.З. Некоторые аспекты карты «Зеркало» в «Лингвистическом атласе Европы» // Общеславянский лингвистический атлас. Материалы и исследования. 1994—1996. М.: Наука, 2000. С. 88—96.
- Донадзе Н.З. Новые перспективы в лингвогеографии — Лингвистический атлас Европы // Общеславянский лингвистический атлас. Материалы и исследования. 2001—2002. М.: Наука, 2004.
- Донадзе Н.З. Лингвистический атлас Европы: 1971-2011 гг. // Ежегодник финно-угорских исследований. 2011. №4.
- Дыбо А.В. О названиях орешника в индоевропейских языках Европы // Общеславянский лингвистический атлас. Материалы и исследования. 1985—1987. М.: Наука, 1989. С. 103—112.
- Фирек В. Лингвистический атлас Европы и его вклад в европейскую историю культуры: результаты исследований в рамках проекта Atlas Linguarum Europae // Вопросы языкознания. 2003. №5. С. 30—39.